# American Girl
American Girl ist ein US-amerikanischer Spielfilm von Jordan Brady aus dem Jahr 2002.

## Handlung
Die 15-jährige Rena Grubb, ihre zwei Geschwister und ihre Mutter wohnen in einer Wohnwagensiedlung. Jedes Familienmitglied hat mit starken Problemen zu kämpfen. Rena ist mit ihrem Leben unglücklich, hat eine Beziehung mit einem beliebten Mitschüler, der sie nur dazu ausnutzt, um mit ihr Sex zu haben, und begeht mehrere Selbstmordversuche. Einziger Lichtblick in ihrem Leben ist ihr Vater John, an den sie sich kaum erinnert, da er bereits seit vielen Jahren eine Haftstrafe wegen Mordes an zwei Homosexuellen verbüßt. In ihn projiziert sie alle ihre Sehnsüchte, die seltene, oberflächliche Postkarten nähren. Ihre Halbschwester Barbie macht sich ständig über sie lustig, hat Herzprobleme und hat eine sexuelle Beziehung mit ihrem Stiefvater. Ihr Bruder Jay hingegen sieht sich übersteigerten Erwartungen seiner Eltern ausgesetzt und ist deshalb nicht in der Lage, sich zu seiner Homosexualität zu bekennen. Die Mutter Madge schließlich hat das Gefühl, das Leben verpasst zu haben, und bringt es nicht fertig, Entscheidungen für ihre Familie zu treffen.
Als Rena schwanger wird – worauf Jay ihr rät, dies zu vertuschen, um nicht zu wirken, als wäre sie für die Jerry-Springer-Show geeignet –, überredet sie ihre Familie, sie zu einem Besuchstag ins Gefängnis zu begleiten. Hier werden alle Beteiligten mit ihren Lebenslügen konfrontiert. Der Bruder Jay hat erstmals einen sexuellen Kontakt mit einem anderen Gefängnisinsassen und erkennt die sexuelle Beziehung von Barbie zu John. Auch die Mutter Madge merkt, dass sie seit Jahren betrogen wird, ohne zu erkennen, mit wem. Rena schließlich merkt, dass sie seit Jahren einer Lebenslüge aufsass. Ihr Vater ist zudem daran schuld, dass sie das Kind verliert. Einen erneuten Selbstmordversuch kann ihr Bruder verhindern.
Die Familie beschließt, sich vom Vater zu trennen und in einer anderen Stadt einen Neuanfang zu wagen.

## Kritiken
- David Nusair schrieb auf „Reel Film Reviews“, der Film beute das Thema der weißen Asozialen aus. Er funktioniere nicht, die Charaktere seien „widerwärtig“, die Regie sei „langweilig“. Die Komödie wirke wie eine Pilotfolge einer Sitcom.[1]
- Rotten Tomatoes: Der Film sei eine „bittersüsse Teenagerkomödie“.[2]

- James Plath urteilte auf DVDTOWN.com, in der zweiten Hälfte des Filmes (im Gefängnis) sehe man mehr in den Grubbs als reine Typen und beginne sie zu mögen, wenn nicht gar anzubeten. Die Balance zwischen Humor und Pathos und die Entwicklung von Spott zu Respekt sei das größte Werk dieses kleinen, bescheidenen Films. Wenn sich die Charaktere veränderten, änderten sich die Einstellung der Zuschauer zu ihnen zu Sympathie und Respekt, was von einigen sehr glaubhaften Darstellung unterstützt werde. Wenn Rena schließlich ihren Vater kennenlerne, wie Barbie und Jay sich selber kennenlernten, wenn Madge schließlich erkenne, welche Richtung ihre Familie nehmen müsse, kämen die Grubbs einander in einer Weise nahe, die sie niemals für einen Auftritt in der Jerry Springer Show qualifiziere. Der Film habe Herz, aber wie im wahren Leben brauche es Zeit, dies zu erkennen.[3]